# Universitetet i Agder
Universitetet i Agder (UiA) er et norsk universitet med campusser i Kristiansand, Grimstad og Arendal. Universitetet har 8.500 studerende og 900 ansatte.
Det er Norges syvende og nyeste universitet, idet det kun har haft status af universitet siden 2007. Insititutionen blev dog grundlagt som Høgskolen i Agder i 1994. Universitetet består af fem fakulteter (sundhed og helse; humaniora og pædagogik; kunst; teknologi; økonomi og samfundsvidenskab) samt en afdeling for læreruddannelse. Det største campus er beliggende i Kristiansand.